# Drużynowe Mistrzostwa Świata na Żużlu 1982
Drużynowe Mistrzostwa Świata na Żużlu 1982 – dwudziesta trzecia edycja w historii.

## Eliminacje interkontynentalne

### Finał nordycki
| 16 maja 1982, Stavanger, Norwegia                                                                          | 16 maja 1982, Stavanger, Norwegia                                                                                               | 16 maja 1982, Stavanger, Norwegia                                                                                           | 16 maja 1982, Stavanger, Norwegia                                                                         |
| Zwycięzca                                                                                                  | 2. miejsce | 3. miejsce | 4. miejsce                                                                                                |
| --- | --- | --- | --- |
| Dania - 43 - Erik Gundersen – 12 - Hans Nielsen – 12 - Ole Olsen – 10 - Tommy Knudsen – 9 - brak zawodnika | Szwecja - 23 + 3 - Richard Hellsen – 8 - Jan Andersson – 7 + 3 - Tommy Nilsson – 4 - Hasse Danielsson – 3 - Anders Eriksson – 1 | Finlandia - 23 + 2 - Kai Niemi – 10 + 2 - Ari Koponen – 6 - Olli Tyrvainen – 4 - Veijo Tuoriniemi – 2 - Pekka Hautamaki – 1 | Norwegia - 7 - Dag Haaland – 3 - Roy Otto – 3 - Asgeir Bjerga – 1 - Sigvart Pedersen – 0 - brak zawodnika |

Awans: Dania i Szwecja do finału interkontynentalnego

### Finał zamorski
| 16 maja 1982, King’s Lynn, Wielka Brytania                                                                                            | 16 maja 1982, King’s Lynn, Wielka Brytania                                                                                             | 16 maja 1982, King’s Lynn, Wielka Brytania                                                                        | 16 maja 1982, King’s Lynn, Wielka Brytania                                                                        |
| Zwycięzca | 2. miejsce | 3. miejsce | 4. miejsce |
| --- | --- | --- | --- |
| Wielka Brytania - 39 + 3 - Dave Jessup – 11 - Michael Lee – 11 - Kenny Carter – 9 - Peter Collins – 8 + 3 - rez. Malcolm Simmons – ns | Stany Zjednoczone - 39 + 2 - Kelly Moran – 12 + 2 - Bruce Penhall – 10 - Shawn Moran – 9 - Dennis Sigalos – 8 - rez. Scott Autrey – ns | Australia - 10 - Phil Crump – 5 - Billy Sanders – 3 - Gary Guglielmi – 1 - John Titman – 1 - rez. Steve Baker – 0 | Nowa Zelandia - 8 - Mitch Shirra – 3 - David Bargh – 2 - Ivan Mauger – 2 - Wayne Brown – 1 - rez. Bruce Cribb – 0 |

Awans: Wielka Brytania i Stany Zjednoczone do finału interkontynentalnego

### Finał interkontynentalny
| 26 czerwca 1982, Vojens, Dania, Widzów: 9 500                                                                          | 26 czerwca 1982, Vojens, Dania, Widzów: 9 500                                                             | 26 czerwca 1982, Vojens, Dania, Widzów: 9 500                                                                       | 26 czerwca 1982, Vojens, Dania, Widzów: 9 500                                                                             |
| Zwycięzca | 2. miejsce                                                                                                | 3. miejsce | 4. miejsce |
| --- | --- | --- | --- |
| Stany Zjednoczone - 34 - Kelly Moran – 10 - Bruce Penhall – 10 - Shawn Moran – 9 - Dennis Sigalos – 5 - brak zawodnika | Dania - 28 - Erik Gundersen – 10 - Hans Nielsen – 8 - Preben Eriksen – 7 - Ole Olsen – 3 - brak zawodnika | Wielka Brytania - 25 - Kenny Carter – 12 - Chris Morton – 6 - Dave Jessup – 4 - Peter Collins – 3 - Michael Lee – 0 | Szwecja - 9 - Jan Andersson – 3 - Richard Hellsen – 3 - Bjorn Andersson – 1 - Lillebror Johansson – 1 - Tommy Nilsson – 1 |

Awans: Dania i Stany Zjednoczone do wielkiego finału

## Eliminacje kontynentalne

### Ćwierćfinały
| 16 maja 1982, Lonigo, Włochy                                                                                      | 16 maja 1982, Lonigo, Włochy                                                                                                 | 16 maja 1982, Lonigo, Włochy                                                                          | 16 maja 1982, Lonigo, Włochy                                                                                      |
| Zwycięzca | 2. miejsce | 3. miejsce                                                                                            | 4. miejsce |
| --- | --- | --- | --- |
| Czechosłowacja - 40 - Petr Kučera – 11 - Zdeněk Kudrna – 11 - Aleš Dryml – 10 - Milan Spinka – 6 - Jan Verner – 2 | Włochy - 37 - Francesco Biginato – 11 - Gianni Famari – 10 - Mauro Ferraccioli – 9 - Armando Dal Chiele – 7 - brak zawodnika | Holandia - 13 - Henny Kroeze – 4 - Rudi Muts – 3 - Piet Seur – 3 - Henk Steman – 2 - Leo Bathoorn – 1 | Jugosławia - 6 - Albert Kocmut – 4 - Stefan Kekec – 1 - Vlado Kocuvan – 1 - Kreso Omerzel – 0 - Zvanco Pavlic – 0 |

Awans: Czechosłowacja i Włochy do półfinału kontynentalnego
| 1982, Miszkolc, Węgry                                                                                             | 1982, Miszkolc, Węgry                                                                                          | 1982, Miszkolc, Węgry                                                                                             | 1982, Miszkolc, Węgry                                                                                                 |
| Zwycięzca | 2. miejsce | 3. miejsce | 4. miejsce |
| --- | --- | --- | --- |
| Polska - 40 - Henryk Olszak – 12 - Roman Jankowski – 10 - Edward Jancarz – 9 - Zenon Plech – 9 - Piotr Pyszny – 0 | Węgry - 24 - Ferenc Farkas – 8 - Zoltán Hajdú – 6 - István Sziráczki – 6 - Zoltán Adorján – 4 - brak zawodnika | Bułgaria - 18 - Nikolai Manev – 7 - Orlin Janakiev – 5 - Angel Eftimov – 4 - Yesselin Markov – 2 - brak zawodnika | Austria - 14 - Hubert Fischbacher – 6 - Herbert Szerecs – 3 - Adi Funk – 2 - Robert Funk – 2 - Herbert Engelmaier – 1 |

Awans: Polska i Węgry do półfinału kontynentalnego

### Półfinał
| 26 czerwca 1982, Slany, Czechosłowacja                                                                           | 26 czerwca 1982, Slany, Czechosłowacja                                                                          | 26 czerwca 1982, Slany, Czechosłowacja                                                                                     | 26 czerwca 1982, Slany, Czechosłowacja                                                                           |
| Zwycięzca | 2. miejsce | 3. miejsce | 4. miejsce |
| --- | --- | --- | --- |
| Czechosłowacja - 38 - Aleš Dryml – 11 - Petr Ondrašík – 9 - Jiří Štancl – 9 - Václav Verner – 9 - brak zawodnika | Polska - 24 - Roman Jankowski – 9 - Henryk Olszak – 9 - Edward Jancarz – 3 - Zenon Plech – 3 - Leonard Raba – 0 | Włochy - 23 - Francesco Biginato – 8 - Gianni Famari – 6 - Armando Dal Chiele – 5 - Mauro Ferraccioli – 4 - brak zawodnika | Węgry - 11 - Zoltán Hajdú – 4 - Zoltán Adorján – 3 - István Sziráczki – 3 - Janos Oresko – 1 - Ferenc Farkas – 0 |

Awans: Czechosłowacja i Polska do finału kontynentalnego

### Finał
| 11 lipca 1982, Landshut, Republika Federalna Niemiec, Widzów: 12 000                                                     | 11 lipca 1982, Landshut, Republika Federalna Niemiec, Widzów: 12 000                                        | 11 lipca 1982, Landshut, Republika Federalna Niemiec, Widzów: 12 000                                           | 11 lipca 1982, Landshut, Republika Federalna Niemiec, Widzów: 12 000                                                         |
| Zwycięzca | 2. miejsce                                                                                                  | 3. miejsce | 4. miejsce |
| --- | --- | --- | --- |
| Czechosłowacja - 31 + 3 - Jiří Štancl – 10 + 3 - Aleš Dryml – 9 - Petr Ondrašík – 8 - Václav Verner – 4 - brak zawodnika | RFN - 31 + 2 - Karl Maier – 10 - Egon Müller – 8 + 2 - Georg Hack – 7 - Alois Wiesböck – 6 - brak zawodnika | Polska - 19 - Edward Jancarz – 6 - Roman Jankowski – 6 - Henryk Olszak – 5 - Marek Kępa – 2 - Jerzy Rembas – 0 | ZSRR - 15 - Valeri Gordeev – 6 - Wiktor Kuzniecow – 5 - Michaił Starostin – 3 - Vladimir Paznikov – 1 - Rif Saitgariejew – 0 |

Awans: Czechosłowacja i Republika Federalna Niemiec do wielkiego finału

## Wielki finał
| 15 sierpnia 1982, White City, Wielka Brytania | 15 sierpnia 1982, White City, Wielka Brytania | 15 sierpnia 1982, White City, Wielka Brytania | 15 sierpnia 1982, White City, Wielka Brytania |
| Zwycięzca | 2. miejsce | 3. miejsce | 4. miejsce |
| --- | --- | --- | --- |
| Stany Zjednoczone - 37 - Kelly Moran – 10 (1, 3, 3, 3) - Bruce Penhall – 10 (3, 2, 3, 2) - Bobby Schwartz – 9 (3, 3, 3, -) - Shawn Moran – 8 (3, 1, 1, 3) - rez. Scott Autrey – 0 (0) | Dania - 24 - Hans Nielsen – 11 (3, 3, 3, 2) - Erik Gundersen – 7 (2, 3, 2, ef) - Preben Eriksen – 4 (f, -, 2, 2) - Ole Olsen – 1 (0, 1, -, -) - rez. Tommy Knudsen – 1 (f, 1, 0) | RFN - 18 - Karl Maier – 7 (1, 2, 1, 3) - Georg Hack – 5 (2, 2, f, 1) - Egon Müller – 5 (2, 2, 0, 1) - rez. Georg Gilgenreiner – 1 (0, 1) - Alois Wiesböck – 0 (0, 0, -, -) | Czechosłowacja - 17 - Aleš Dryml – 7 (1, 1, 2, 3) - Václav Verner – 6 (2, 1, 1, 2) - Jiří Štancl – 4 (1, 0, 2, 1) - Petr Ondrašík – 0 (0, -, 0, -) - rez. Antonín Kasper – 0 (0, 0) |